# Északi-tengeri aknazár
Az északi-tengeri aknazár vagy északi zár, egy nagy kiterjedésű aknazár volt, melyet az Egyesült Államok Haditengerészete telepített az Orkney-szigetektől keletre, egészen Norvégiáig az első világháború alatt. Célja az volt, hogy megakadályozza a német tengeralattjárók mozgását a németországi bázisokról az atlanti hajózási útvonalakra, amelyek ellátmányt szállítottak Nagy-Britanniába.

## Céljai
A cél az volt, hogy megakadályozza a német tengeralattjárók működését az Atlanti-óceán északi részén és a transzatlanti hajózást. Hasonló zárat már elhelyeztek a La Manche-csatornán, amelynek eredményeként északra, Skócia megkerülésére terelték az ellenséges tengeralattjárókat. Az északi-tengeri aknazárat ennek az alternatív útvonalnak a lezárására szánták, és ez jelentősen megnehezítette a tengeralattjárók számára az ellátmány megszerzését.

## Mark 6-os aknák

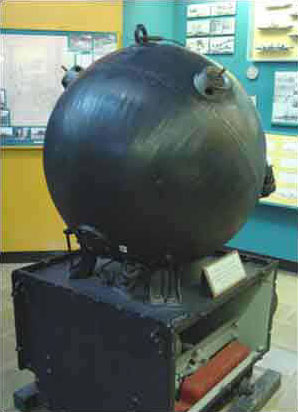
Egy Mk 6-os akna horgonyának tetején.

A Mark 6-os akna egy 86 cm átmérőjű acél gömb volt, amely 140 kg TNT-nek megfelelő mennyiségű robbanóanyagot tartalmazott. Egy aknát két acél félgömbből hegesztettek össze. Szállítás alatt az aknát egy doboz alakú acél horgonyra rakták. A doboznak kerekei is voltak, amelyek lehetővé tették az aknaszerkezet mozgatását az aknarakó hajó fedélzetén kiépített sínrendszeren. Az aknát a 360 kg tömegű horgonyládával egy orsón tárolt drótkötéllel kötötték össze. Az akna  vízalatti mélységét úgy szabályozták, hogy az acél kikötő drótkötelet addig engedték az orsóról, ameddig a horgony alatt felfüggesztett érzékelő el nem ért a fenékig. Az érzékelő reteszelte a kábeltekercset, így a lehulló horgony a lebegő aknát a víz alá húzta; és az úszó az antennát az akna felé hosszabbította. Mindegyik aknának két hidrosztatikus biztonsági funkciója volt, amelyek biztonságossá tették, ha levált az acélkábelről és a felszínre úszott. Az első egy nyitott kapcsoló volt a detonációs áramkörben, hidrosztatikus nyomással lezárva. A második egy rugó volt, amely a detonátort a robbanótöltet elől a kamrába tolta. Az aknákat biztonságosnak tervezték 7,6 m-nél alacsonyabb mélységben. Mindegyik aknában volt egy szárazelem elektromos detonáló áramkörrel, amelyet az öt párhuzamos gyutacs bármelyike elindíthatott. A gyutacsok közül négy hagyományos szarv volt az akna lebegő felső részén. Mindegyik szarv tartalmazott egy üveg elektrolitot, amely egy nyitott áramkört csatlakoztatna, ha egy ampulla eltört volna a puhafém szarv meghajlásával. Az újfajta ötödik gyutacs egy rézhuzal antenna volt, amelynek úszója meghosszabbodott az akna felett. A rézantennát érintő acél hajótest szárazelemet képez, és az elektrolitként működő tengervíz, az akna felszínén egy szigetelt rézlemezzel ellátott áramkört kitöltve egy jelfogó detonátort aktivál az aknában. A jelfogó armatúráját kezdetben úgy állították be, hogy a detonálást 25–40 millivolt elérésekor teljesítse. Az Bureau of Ordnance ezt követően 10–25 millivoltra növelte az érzékenységet, de ezt a próba után kiigazították. Mindegyik aknának öt rugós biztonsági kapcsolója volt a detonáló áramkörben, amelyet sószemcsék tartottak nyitva, amelyeknek körülbelül 20 percig tartott a feloldódása a tengervízben, miután az aknát az aknarakó hajóról a vízbe helyezték. A detonátor áramkör akkumulátorának élettartamát két évnél is többre becsülték.

## Lásd még
- Otrantói tengerzár

## Bibliográfia
- (1988) „The Removal of the North Sea Mine Barrage”. Warship International XXV (2), 134–169. o. ISSN 0043-0374.